# 马斯瓦西
马斯瓦西（Maswasi），是印度北方邦Rampur县的一个城镇。总人口15207（2001年）。

## 人口
该地2001年总人口15207人，其中男性8026人，女性7181人；0—6岁人口3041人，其中男1546人，女1495人；识字率33.24%，其中男性为44.12%，女性为21.08%。